# 斯坦尼斯拉夫·尼古拉耶维奇·瓦西里耶夫
斯坦尼斯拉夫·尼古拉耶维奇·瓦西里耶夫（俄语：Станислав Николаевич Васильев，1946年7月5日—），苏联及俄罗斯数学家，控制论专家。2006年当选俄罗斯科学院院士。

## 生平
1946年7月5日生于乌克兰奇斯佳科韦。1970年毕业于喀山航空学院无线电工程系。1970年至1975年留校工作。1975年就职于苏联科学院西伯利亚分院能源研究所。1989年开始担任该院伊尔库茨克计算中心副主任。
1991年至2006年，担任俄罗斯科学院西伯利亚分院系统动力与控制理论研究所所长。2006年至2016年，担任俄罗斯科学院控制科学研究所所长。主要研究非线性控制系统分析、逻辑动态系统分析、智能控制、多标准决策。
1997年，当选俄罗斯科学院通讯院士。2006年，当选俄罗斯科学院能源、工程、机械和控制过程学部院士。